# NGC 3405
NGC 3405 este o galaxie situată în constelația Leul. A fost descoperită în 1 aprilie 1864 de către Albert Marth. Se află la o distanță de 93,95 de megaparseci de Pământ.